# كلمنجان
كلمنجان هي قرية في مقاطعة أصفهان، إيران. يقدر عدد سكانها بـ 312 نسمة بحسب إحصاء 2016.